# Хрестівська сільська територіальна громада
Хрестівська сільська громада — територіальна громада в Україні, в Каховському районі Херсонської області. Адміністративний центр — село Хрестівка.
Площа громади — 261,02 км², населення — 5605 мешканців (2017).
Утворена 20 липня 2016 року шляхом об'єднання Долинської, Надеждівської, Новонаталівської, Хрестівської та Шевченківської сільських рад Чаплинського району.

## Населені пункти
До складу громади входять 9 сіл: Долинське, Маячинка, Надіївка, Наталівка, Новонаталівка, Рогачинка, Світле, Хрестівка та Шевченка.